# (100922) 1998 KR61
(100922) 1998 KR61 es un asteroide perteneciente a asteroides que cruzan la órbita de Marte descubierto el 23 de mayo de 1998 por el equipo del Lincoln Near-Earth Asteroid Research desde el Laboratorio Lincoln, Socorro, Nuevo México, Estados Unidos.

## Designación y nombre
Designado provisionalmente como 1998 KR61. 

## Características orbitales
1998 KR61 está situado a una distancia media del Sol de 2,298 ua, pudiendo alejarse hasta 2,942 ua y acercarse hasta 1,654 ua. Su excentricidad es 0,280 y la inclinación orbital 11,86 grados. Emplea 1272,74 días en completar una órbita alrededor del Sol.

## Características físicas
La magnitud absoluta de 1998 KR61 es 15,3. 